# Rhagomys longilingua
Rhagomys longilingua là một loài động vật có vú trong họ Cricetidae, bộ Gặm nhấm. Loài này được Luna & Patterson mô tả năm 2003.
Loài này được tìm thấy trong một loạt các môi trường sống, bao gồm cả rừng rậm, ở Bolivia và Peru ở độ cao từ 450 đến 2.100 mét ở phía đông của dãy núi Andes. Loài này ít nhất sống trên cây một phần.